# Шах, Надин
Надин Шах (англ. Nadine Shah, род. 16 января 1986 года, Уитбёрн, Тайн-энд-Уир, Англия, Соединённое Королевство) — британский автор-исполнитель. Третий студийный альбом Шах Holiday Destination (2017) был номинирован на музыкальную премию Mercury Prize. Выпущенный в 2020 четвёртый альбом певицы Kitchen Sink попал в Топ-30 UK Albums Chart и удостоился рейтинга в 86 баллов из 100 на агрегаторе рецензий Metacritic.

## Биография
Надин Шах родилась 16 января 1986 года в селении Уитбёрн, графство Тайн-энд-Уир, Северо-Восточная Англия. Её отцом является пакистанец, матерью – англичанка с норвежскими корнями. В возрасте 17 лет девушка переехала в Лондон, чтобы начать карьеру джазовой певицы. После прибытия в столицу Шах подружилась с другой начинающей джазовой певицей – Эми Уайнхаус.
На формирование музыкального кругозора Шах наибольшее влияние оказало творчество исполнителей популярной музыки и джаза, а также традиционные суфийские песнопения.
В 2009 году певица начала сочинять собственный материал. Благодаря выложенным на платформе YouTube роликам со своими песнями Шах удалось заключить менеджерский контракт и привлечь внимание продюсера Бена Хилльера, известного по работе с Blur и Depeche Mode. Дебютом певицы в грамзаписи стал мини-альбом Aching Bones, спродюсированный Хилльером и изданный 19 ноября 2012 года.
Первый полноформатный альбом Шах Love Your Dum and Mad был выпущен 21 июля 2013 года. Музыкальные обозреватели сравнивали дебютирующую певицу с такими исполнителями, как Анна Кальви, ранняя Пи Джей Харви и Диаманда Галас. Тексты песен Love Your Dum and Mad повествуют о прошедшей любви, о прошлом, которое отравляет будущее, а также о болезненных любовных переживаниях. По мнению портала AllMusic, уже на первых записях Шах оформился стиль исполняемой певицей музыки – «задумчивый» и атмосферный синтез томной «аутсайдерской» поп-музыки и «пылкого» инди-рока, отмеченного влиянием джаза. Love Your Dum and Mad, как и все последующие альбомы исполнительницы, был спродюсирован Хилльером.
Второй студийный альбом певицы Fast Food увидел свет 6 апреля 2015 года и стал первой записью Шах, попавшей в национальный хит-парад Соединённого Королевства – на 48-е место. По признанию самой исполнительницы, тексты песен альбома представляют собой галерею портретов людей, с которыми певицу связывали любовные отношения – кратковременные, но интенсивные. Благодаря продюсированию Хилльера музыкальная составляющая Fast Food оказалась созвучной мрачным композициям из репертуара Depeche Mode и Elbow. Обложка альбома, на которой Шах изображена с перерезанным горлом, была охарактеризована обозревателями как «шокирующая» и «пронзительная».
Следующая полноформатная запись исполнительницы, получившая название Holiday Destination, была издана 25 августа 2017 года и заняла 71-е место в британском хит-параде. Альбом был номинирован музыкальную премию Mercury Prize, которая в итоге была присуждена работе Visions of a Life рок-группы Wolf Alice. В содержательном плане Holiday Destination представляет собой политизированное высказывание – тексты альбома посвящены европейскому миграционному кризису, сирийским семьям, джентрификации, Дональду Трампу, исламофобии и курсу на демонизацию Северной Англии, проводимому отдельными британскими политиками. Доминирующим музыкальным жанром альбома является постпанк в духе Пи Джей Харви и Siouxsie and the Banshees.
Четвёртый студийный альбом певицы Kitchen Sink, выпущенный 26 июня 2020 года, стал первой записью Шах, попавшей в Топ-30 UK Albums Chart – на 29-е место. Kitchen Sink представляет собой разноплановую запись, в которой настроение общественного беспокойства и описания эмоциональных неурядиц сочетаются с широкой палитрой задействованных музыкальных жанров.

## Дискография

### Студийные альбомы
| Год  | Название              | Лейбл (-ы)           | Metacritic | UK | SCO |
| ---- | --------------------- | -------------------- | ---------- | -- | --- |
| 2013 | Love Your Dum and Mad | Apollo               | 75         | —  | —   |
| 2015 | Fast Food             | Apollo               | 78         | 48 | 85  |
| 2017 | Holiday Destination   | 1965 Records, [PIAS] | 81         | 71 | 57  |
| 2020 | Kitchen Sink          | Infectious Music     | 86         | 29 | 14  |
| 2024 | Filthy Underneath     | EMI North            | 87         | 25 | 4   |